# Avenir

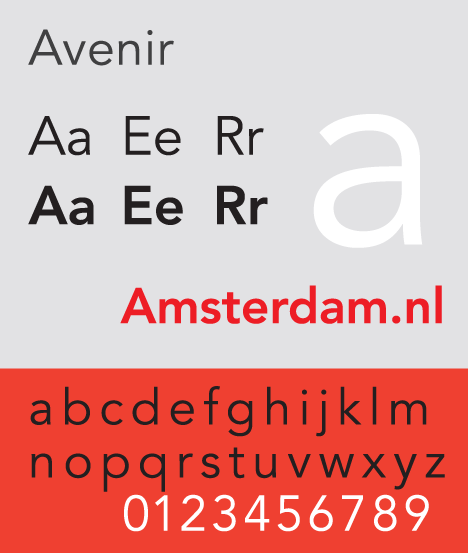
Fonte Avenir desenvolvida por Adrian Frutiger.

Avenir é uma fonte tipográfica desenvolvida por Adrian Frutiger.
A palavra   avenir  é francês para "futuro". Como o nome sugere, a família se inspira no estilo geométrico da fonte sans-serif desenvolvida na década de 1920 que tomou o círculo como base, como Erbar e  Futura. Frutiger pretendia que Avenir fosse uma interpretação mais orgânica do estilo geométrico, mais até mesmo em  color e adequado para texto estendido, com detalhes lembrando fontes mais tradicionais, como os de dois andares 'a' e 't' com um cacho na parte inferior e letras como o 'o' que não são exatas, círculos perfeitos, mas corrigidos oticamente.